# Suya

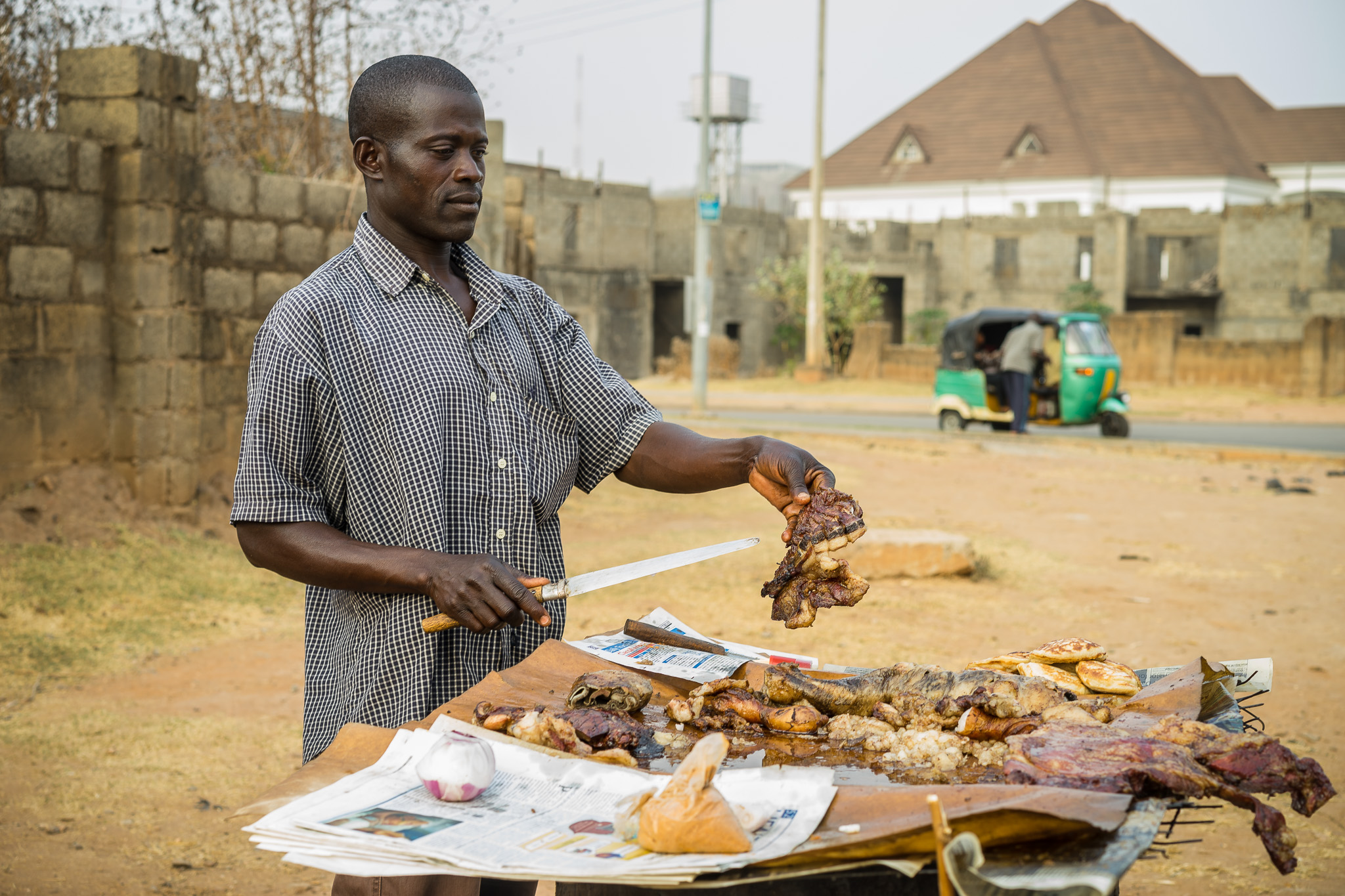
Suya (Abuja, Nigéria)

Suya é o nome das espetadas de carne na Nigéria, marinadas com uma pasta de amendoim moído e vários condimentos. 
A receita é originária dos hausas do norte da Nigéria, mas tornou-se um prato muito popular em toda a região, sendo servido em restaurantes ou vendido nas ruas das cidades. Pode ser feito com carne de vaca, de borrego ou de cabrito, cortada em tiras finas, mas largas e compridas, que são enfiadas em espetos de madeira ou de metal, barradas com a pasta de amendoim e deixadas a marinar.
A pasta de amendoim é feita com amendoim torrado e moído, mas sem deixar formar uma pasta; mistura-se com malagueta, páprica, sal, gengibre e alho moídos, e divide-se em duas porções. Uma destas porções é usada para barrar a carne e o restante para guarnecer a carne na altura de servir.
Põem-se as espetadas a grelhar, de preferência num fogão de carvão, regando-a com óleo; viram-se com frequência, sempre regando com óleo. Quando a carne está macia, tira-se das espetadas, corta-se e serve-se com o resto da pasta de amendoim e cebola, repolho e pimento cortados em pedaços.